# Дифосфорная кислота
Дифосфорная кислота — неорганическое соединение, четырёхосновная кислородсодержащая кислота с формулой H4P2O7, бесцветные кристаллы, растворимые в воде, образует кристаллогидраты.

## Получение
- Растворение оксида фосфора (в избытке) в воде:

{\displaystyle {\mathsf {P_{2}O_{5}+2H_{2}O\ {\xrightarrow {}}\ H_{4}P_{2}O_{7}}}}
- Нагревание ортофосфорной кислоты:

{\displaystyle {\mathsf {2H_{3}PO_{4}\ {\xrightarrow {150^{o}C}}\ H_{4}P_{2}O_{7}+H_{2}O}}}
- Реакция ортофосфорной кислоты с оксидом фосфора:

{\displaystyle {\mathsf {8H_{3}PO_{4}+P_{4}O_{10}\ {\xrightarrow {100^{o}C}}\ 6H_{4}P_{2}O_{7}}}}

## Физические свойства
Дифосфорная кислота — белое аморфное или кристаллическое вещество, очень гигроскопично.
Существует в двух кристаллических модификациях с температурами плавления 54,3 и 71,5°С, смесь плавится при 61°С.
Хорошо растворяется в воде, этаноле, эфире.
Является четырёхосновной кислотой с константами диссоциации p K1 = 1, p K2 = 2, p K3 = 6,6, p K4 = 9,6.
Образует кристаллогидраты вида H4P2O7•n H2O, где n = 1, 5 и 6.

## Химические свойства
- При нагревании в вакууме разлагается:

{\displaystyle {\mathsf {H_{4}P_{2}O_{7}\ {\xrightarrow {300^{o}C}}\ 2HPO_{3}+H_{2}O}}}
- При кипячении водных растворов, в присутствии сильных кислот, переходит в ортофосфорную кислоту:

{\displaystyle {\mathsf {H_{4}P_{2}O_{7}+H_{2}O\ {\xrightarrow[{HNO_{3}}]{100^{o}C}}\ 2H_{3}PO_{4}}}}
- Реагирует с щелочами с образованием средних или кислых солей:

{\displaystyle {\mathsf {H_{4}P_{2}O_{7}+4NaOH\ {\xrightarrow {}}\ Na_{4}P_{2}O_{7}+4H_{2}O}}}
{\displaystyle {\mathsf {H_{4}P_{2}O_{7}+2NaOH\ {\xrightarrow {}}\ Na_{2}H_{2}P_{2}O_{7}+2H_{2}O}}}
- Вступает в обменные реакции:

{\displaystyle {\mathsf {H_{4}P_{2}O_{7}+4AgNO_{3}\ {\xrightarrow {}}\ Ag_{4}P_{2}O_{7}\downarrow +4HNO_{3}}}}
- Соли называются пирофосфатами или дифосфатами (по номенклатуре IUPAC).